# Élections municipales de 2014 dans l'Eure
Les élections municipales dans l'Eure se sont déroulées les 23 et 30 mars 2014.

## Maires sortants et maires élus
Le scrutin est marqué par des changements notoires. Evreux, chef-lieu du département et remportée par le Parti Radical de Gauche en 2008, est reprise par la droite. La gauche essuie plusieurs défaites avec la perte de Beuzeville, Les Andelys, Louviers et Vernon. Le PCF garde Brionne, Gravigny et Saint-André-de-l'Eure, mais doit s'incliner à Gisors. L'UDI conserve Bernay, Le Vaudreuil, Rugles, mais perd Bourg-Achard. La droite devient ainsi majoritaire dans le département malgré un revers à Beaumont-le-Roger face à un candidat divers.
| Commune                    | Population | Maire sortant          | Parti | Parti | Maire élu                 | Parti | Parti |
| -------------------------- | ---------- | ---------------------- | ----- | ----- | ------------------------- | ----- | ----- |
| Aubevoye                   | 4 852      | Jean-Luc Recher        |       | DVG   | Jean-Luc Recher           |       | DVG   |
| Beaumont-le-Roger          | 2 984      | Serge Desson           |       | DVD   | Jean-Pierre Le Roux       |       | DIV   |
| Bernay                     | 10 288     | Hervé Maurey           |       | UDI   | Hervé Maurey              |       | UDI   |
| Beuzeville                 | 4 293      | Jean-Pierre Flambard   |       | PS    | Joël Colson               |       | DVD   |
| Bourg-Achard               | 3 031      | Claude Hurabielle      |       | UDI   | Jean-Pierre Denis         |       | DVD   |
| Bourgtheroulde-Infreville  | 2 848      | Bruno Questel          |       | PRG   | Bruno Questel             |       | PRG   |
| Breteuil                   | 3 295      | Gérard Chéron          |       | UMP   | Gérard Chéron             |       | UMP   |
| Brionne                    | 4 276      | Gérard Grimault        |       | PCF   | Gérard Grimault           |       | PCF   |
| Conches-en-Ouche           | 4 978      | Alfred Recours         |       | PS    | Alfred Recours            |       | PS    |
| Étrépagny                  | 3 834      | Pierre Beaufils        |       | UMP   | Pierre Beaufils           |       | UMP   |
| Évreux                     | 49 359     | Michel Champredon      |       | PRG   | Guy Lefrand               |       | UMP   |
| Ézy-sur-Eure               | 3 322      | Martine Rousset        |       | DVD   | Pierre Leportier          |       | DVD   |
| Gaillon                    | 7 208      | Bernard Le Dilavrec    |       | PS    | Bernard Le Dilavrec       |       | PS    |
| Gasny                      | 3 067      | Pascal Jolly           |       | DVD   | Pascal Jolly              |       | DVD   |
| Gisors                     | 11 474     | Marcel Larmanou        |       | PCF   | Alexandre Rassaërt        |       | UMP   |
| Gravigny                   | 4 081      | François Gantier       |       | PCF   | François Gantier          |       | PCF   |
| Guichainville              | 2 556      | François Bibes         |       | PS    | François Bibes            |       | PS    |
| Ivry-la-Bataille           | 2 546      | Patrick Maisons        |       | DVD   | Patrick Maisons           |       | DVD   |
| La Bonneville-sur-Iton     | 2 292      | Olivier Rioult         |       | PS    | Olivier Rioult            |       | PS    |
| La Couture-Boussey         | 2 255      | Sylvain Boreggio       |       | PS    | Sylvain Boreggio          |       | PS    |
| Le Bosc-Roger-en-Roumois   | 3 143      | Philippe Van Heule     |       | UMP   | Philippe Van Heule        |       | UMP   |
| Le Neubourg                | 4 208      | Marie-Noëlle Chevalier |       | UMP   | Marie-Noëlle Chevalier    |       | UMP   |
| Le Thuit-Signol            | 2 230      | Daniel Leho            |       | PS    | Gilbert Doubet            |       | PS    |
| Le Vaudreuil               | 3 665      | Bernard Leroy          |       | UDI   | Bernard Leroy             |       | UDI   |
| Léry                       | 2 107      | Robert Ozeel           |       | UMP   | Jean-Yves Calais          |       | DVG   |
| Les Andelys                | 8 192      | Laure Dael             |       | PS    | Frédéric Duché            |       | UMP   |
| Louviers                   | 17 697     | Franck Martin          |       | PRG   | François-Xavier Priollaud |       | UDI   |
| Nonancourt                 | 2 324      | Éric Aubry             |       | UMP   | Éric Aubry                |       | UMP   |
| Pacy-sur-Eure              | 4 581      | Pascal Lehongre        |       | UMP   | Pascal Lehongre           |       | UMP   |
| Pîtres                     | 2 391      | Jean Carré             |       | DVD   | Jean Carré                |       | DVD   |
| Pont-Audemer               | 8 943      | Michel Leroux          |       | PS    | Michel Leroux             |       | PS    |
| Pont-de-l'Arche            | 4 154      | Richard Jacquet        |       | PS    | Richard Jacquet           |       | PS    |
| Romilly-sur-Andelle        | 2 971      | Jean-Luc Romet         |       | DVG   | Jean-Luc Romet            |       | DVG   |
| Rugles                     | 2 358      | Denis Guitton          |       | UDI   | Denis Guitton             |       | UDI   |
| Saint-André-de-l'Eure      | 3 600      | Serge Masson           |       | PCF   | Serge Masson              |       | PCF   |
| Saint-Marcel               | 4 760      | Gérard Volpatti        |       | UMP   | Gérard Volpatti           |       | UMP   |
| Saint-Ouen-de-Thouberville | 2 303      | Jacques Loiseau        |       | PS    | Abed Karnoub              |       | PS    |
| Saint-Sébastien-de-Morsent | 4 957      | Serge Bontemps         |       | UMP   | Bruno Groizeleau          |       | UMP   |
| Serquigny                  | 2 040      | Lionel Prévost         |       | PS    | Lionel Prévost            |       | PS    |
| Val-de-Reuil               | 13 233     | Marc-Antoine Jamet     |       | PS    | Marc-Antoine Jamet        |       | PS    |
| Verneuil-sur-Avre          | 6 272      | Louis Petiet           |       | UMP   | Yves-Marie Rivemale       |       | PS    |
| Vernon                     | 24 772     | Philippe Nguyen Thanh  |       | PS    | Sébastien Lecornu         |       | UMP   |

### Résultats en nombre de maires
| Partis       | Partis                               | Maires sortants | Maires élus | Évolution     |
| ------------ | ------------------------------------ | --------------- | ----------- | ------------- |
|              | Parti socialiste                     | 14              | 12          | 2             |
|              | Parti communiste français            | 4               | 3           | 1             |
|              | Parti radical de gauche              | 3               | 1           | 2             |
|              | Divers gauche                        | 2               | 4           | 2             |
| Total gauche | Total gauche                         | 23              | 20          | 3             |
|              | Union pour un mouvement populaire    | 10              | 12          | 2             |
|              | Divers droite                        | 5               | 6           | 1             |
|              | Union des démocrates et indépendants | 4               | 4           | en stagnation |
| Total droite | Total droite                         | 19              | 22          | 3             |
| Total        | Total                                | 42              | 42          | -             |

## Résultats dans les communes de plus de2 000 habitants

### Aubevoye
- Maire sortant : Jean-Luc Recher
- 27 sièges à pourvoir au conseil municipal (population légale 2011 : 4 852 habitants)
- 5 sièges à pourvoir au conseil communautaire (CC Eure Madrie Seine)

|                          | Jean-Luc Recher * | DVG            | 1 498 | 100,00 | 27 | 5 |  |  |
|                          |                   |                |       |        |    |   |  |  |
| Inscrits                 | Inscrits          | Inscrits       | 3 189 | 100,00 |    |   |  |  |
| Abstentions              | Abstentions       | Abstentions    | 1 353 | 42,43  |    |   |  |  |
| Votants                  | Votants           | Votants        | 1 836 | 57,57  |    |   |  |  |
| Blancs et nuls           | Blancs et nuls    | Blancs et nuls | 338   | 18,41  |    |   |  |  |
| Exprimés                 | Exprimés          | Exprimés       | 1 498 | 81,59  |    |   |  |  |
| * Liste du maire sortant |                   |                |       |        |    |   |  |  |

### Beaumont-le-Roger
- Maire sortant : Serge Desson
- 23 sièges à pourvoir au conseil municipal (population légale 2011 : 2 984 habitants)
- 8 sièges à pourvoir au conseil communautaire (CC Intercom Bernay Terres de Normandie)

|                          | Jean-Pierre Le Roux | SE             | 724   | 51,34  | 18 | 6 |  |  |
|                          | Serge Desson *      | DVD            | 686   | 48,65  | 5  | 2 |  |  |
|                          |                     |                |       |        |    |   |  |  |
| Inscrits                 | Inscrits            | Inscrits       | 2 066 | 100,00 |    |   |  |  |
| Abstentions              | Abstentions         | Abstentions    | 607   | 29,38  |    |   |  |  |
| Votants                  | Votants             | Votants        | 1 459 | 70,62  |    |   |  |  |
| Blancs et nuls           | Blancs et nuls      | Blancs et nuls | 49    | 3,36   |    |   |  |  |
| Exprimés                 | Exprimés            | Exprimés       | 1 410 | 96,64  |    |   |  |  |
| * Liste du maire sortant |                     |                |       |        |    |   |  |  |

### Bernay
- Maire sortant : Hervé Maurey (UDI)
- 33 sièges à pourvoir au conseil municipal (population légale 2011 : 10 288 habitants)
- 18 sièges à pourvoir au conseil communautaire (CC Intercom Bernay Terres de Normandie)

|                          | Hervé Maurey * | UDI            | 2 666 | 59,33  | 27 | 15 |  |  |
|                          | Gilles Launay  | PS             | 1 415 | 31,49  | 5  | 3  |  |  |
|                          | Pascal Didtsch | FG             | 412   | 9,16   | 1  |    |  |  |
|                          |                |                |       |        |    |    |  |  |
| Inscrits                 | Inscrits       | Inscrits       | 7 291 | 100,00 |    |    |  |  |
| Abstentions              | Abstentions    | Abstentions    | 2 604 | 35,72  |    |    |  |  |
| Votants                  | Votants        | Votants        | 4 687 | 64,28  |    |    |  |  |
| Blancs et nuls           | Blancs et nuls | Blancs et nuls | 194   | 4,14   |    |    |  |  |
| Exprimés                 | Exprimés       | Exprimés       | 4 493 | 95,86  |    |    |  |  |
| * Liste du maire sortant |                |                |       |        |    |    |  |  |

### Beuzeville
- Maire sortant : Jean-Pierre Flambard
- 27 sièges à pourvoir au conseil municipal (population légale 2011 : 4 293 habitants)
- 12 sièges à pourvoir au conseil communautaire (CC du Pays de Honfleur-Beuzeville)

| Tête de liste  | Tête de liste       | Liste          | Premier tour | Premier tour | Second tour | Second tour | Sièges | Sièges |
| Tête de liste  | Tête de liste       | Liste          | Voix         | %            | Voix        | %           | CM     | CC     |
| -------------- | ------------------- | -------------- | ------------ | ------------ | ----------- | ----------- | ------ | ------ |
|                | Joël Colson         | DVD            | 909          | 47,71        | 1 149       | 59,90       | 22     | 10     |
|                | Daniel Guiraud      | DVD            | 554          | 29,08        | 769         | 40,09       | 5      | 2      |
|                | Sylviane Lebrasseur | SE             | 442          | 23,20        |             |             |        |        |
|                |                     |                |              |              |             |             |        |        |
| Inscrits       | Inscrits            | Inscrits       | 3 024        | 100,00       | 3 024       | 100,00      |        |        |
| Abstentions    | Abstentions         | Abstentions    | 1 034        | 34,19        | 1 029       | 34,03       |        |        |
| Votants        | Votants             | Votants        | 1 990        | 65,81        | 1 995       | 65,97       |        |        |
| Blancs et nuls | Blancs et nuls      | Blancs et nuls | 85           | 4,27         | 77          | 3,86        |        |        |
| Exprimés       | Exprimés            | Exprimés       | 1 905        | 95,73        | 1 918       | 96,14       |        |        |

### Bourg-Achard
- Maire sortant : Claude Hurabielle
- 23 sièges à pourvoir au conseil municipal (population légale 2011 : 3 031 habitants)
- 5 sièges à pourvoir au conseil communautaire (CC Roumois Seine)

|                | Jean-Pierre Denis | DVD            | 947   | 62,54  | 19 | 4 |  |  |
|                | Raoul Cardoso     | DVD            | 567   | 37,45  | 4  | 1 |  |  |
|                |                   |                |       |        |    |   |  |  |
| Inscrits       | Inscrits          | Inscrits       | 2 400 | 100,00 |    |   |  |  |
| Abstentions    | Abstentions       | Abstentions    | 807   | 33,63  |    |   |  |  |
| Votants        | Votants           | Votants        | 1 593 | 66,38  |    |   |  |  |
| Blancs et nuls | Blancs et nuls    | Blancs et nuls | 79    | 4,96   |    |   |  |  |
| Exprimés       | Exprimés          | Exprimés       | 1 514 | 95,04  |    |   |  |  |

### Bourgtheroulde-Infreville
- Maire sortant : Bruno Questel
- 23 sièges à pourvoir au conseil municipal (population légale 2011 : 2 848 habitants)
- 8 sièges à pourvoir au conseil communautaire (Communauté de communes Roumois Seine)

|                          | Bruno Questel * | DVG            | 923   | 61,86  | 19 | 7 |  |  |
|                          | Myriam Legrand  | SE             | 569   | 38,13  | 4  | 1 |  |  |
|                          |                 |                |       |        |    |   |  |  |
| Inscrits                 | Inscrits        | Inscrits       | 2 279 | 100,00 |    |   |  |  |
| Abstentions              | Abstentions     | Abstentions    | 716   | 31,42  |    |   |  |  |
| Votants                  | Votants         | Votants        | 1 563 | 68,58  |    |   |  |  |
| Blancs et nuls           | Blancs et nuls  | Blancs et nuls | 71    | 4,54   |    |   |  |  |
| Exprimés                 | Exprimés        | Exprimés       | 1 492 | 95,46  |    |   |  |  |
| * Liste du maire sortant |                 |                |       |        |    |   |  |  |

### Breteuil
- Maire sortant : Gérard Chéron
- 23 sièges à pourvoir au conseil municipal (population légale 2011 : 3 295 habitants)
- 10 sièges à pourvoir au conseil communautaire (CC Interco Normandie Sud Eure)

|                          | Gérard Chéron * | DVD            | 858   | 70,21  | 20 | 9 |  |  |
|                          | André Bouillon  | SE             | 364   | 29,78  | 3  | 1 |  |  |
|                          |                 |                |       |        |    |   |  |  |
| Inscrits                 | Inscrits        | Inscrits       | 2 047 | 100,00 |    |   |  |  |
| Abstentions              | Abstentions     | Abstentions    | 764   | 37,32  |    |   |  |  |
| Votants                  | Votants         | Votants        | 1 283 | 62,68  |    |   |  |  |
| Blancs et nuls           | Blancs et nuls  | Blancs et nuls | 61    | 4,75   |    |   |  |  |
| Exprimés                 | Exprimés        | Exprimés       | 1 222 | 95,25  |    |   |  |  |
| * Liste du maire sortant |                 |                |       |        |    |   |  |  |

### Brionne
- Maire sortant : Gérard Grimault
- 27 sièges à pourvoir au conseil municipal (population légale 2011 : 4 276 habitants)
- 15 sièges à pourvoir au conseil communautaire (CC Intercom Bernay Terres de Normandie)

| Tête de liste            | Tête de liste     | Liste          | Premier tour | Premier tour | Second tour | Second tour | Sièges | Sièges |
| Tête de liste            | Tête de liste     | Liste          | Voix         | %            | Voix        | %           | CM     | CC     |
| ------------------------ | ----------------- | -------------- | ------------ | ------------ | ----------- | ----------- | ------ | ------ |
|                          | Gérard Grimault * | FG             | 793          | 42,27        | 811         | 44,34       | 20     | 12     |
|                          | Alain Portais     | DVG            | 473          | 25,21        | 525         | 28,70       | 4      | 2      |
|                          | Martine Goetheyn  | SE             | 392          | 20,89        | 307         | 16,78       | 2      | 1      |
|                          | Bernard Leboucher | DVD            | 218          | 11,62        | 186         | 10,16       | 1      |        |
|                          |                   |                |              |              |             |             |        |        |
| Inscrits                 | Inscrits          | Inscrits       | 3 002        | 100,00       | 3 002       | 100,00      |        |        |
| Abstentions              | Abstentions       | Abstentions    | 1 053        | 35,08        | 1 113       | 37,08       |        |        |
| Votants                  | Votants           | Votants        | 1 949        | 64,92        | 1 889       | 62,92       |        |        |
| Blancs et nuls           | Blancs et nuls    | Blancs et nuls | 73           | 3,75         | 60          | 3,18        |        |        |
| Exprimés                 | Exprimés          | Exprimés       | 1 876        | 96,25        | 1 829       | 96,82       |        |        |
| * Liste du maire sortant |                   |                |              |              |             |             |        |        |

### Conches-en-Ouche
- Maire sortant : Alfred Recours
- 27 sièges à pourvoir au conseil municipal (population légale 2011 : 4 978 habitants)
- 13 sièges à pourvoir au conseil communautaire (CC du Pays de Conches)

|                          | Alfred Recours * | PS             | 1 490 | 100,00 | 27 | 13 |  |  |
|                          |                  |                |       |        |    |    |  |  |
| Inscrits                 | Inscrits         | Inscrits       | 3 392 | 100,00 |    |    |  |  |
| Abstentions              | Abstentions      | Abstentions    | 1 548 | 45,64  |    |    |  |  |
| Votants                  | Votants          | Votants        | 1 844 | 54,36  |    |    |  |  |
| Blancs et nuls           | Blancs et nuls   | Blancs et nuls | 354   | 19,20  |    |    |  |  |
| Exprimés                 | Exprimés         | Exprimés       | 1 490 | 80,80  |    |    |  |  |
| * Liste du maire sortant |                  |                |       |        |    |    |  |  |

### Étrépagny
- Maire sortant : Pierre Beaufils
- 27 sièges à pourvoir au conseil municipal (population légale 2011 : 3 834 habitants)
- 8 sièges à pourvoir au conseil communautaire (CC du Vexin Normand)

|                          | Pierre Beaufils *     | DVD            | 1 078 | 57,73  | 22 | 7 |  |  |
|                          | Laurent Bausmayer     | DVG            | 478   | 25,60  | 3  | 1 |  |  |
|                          | Jean-Jacques Pilinski | SE             | 311   | 16,65  | 2  |   |  |  |
|                          |                       |                |       |        |    |   |  |  |
| Inscrits                 | Inscrits              | Inscrits       | 2 847 | 100,00 |    |   |  |  |
| Abstentions              | Abstentions           | Abstentions    | 933   | 32,77  |    |   |  |  |
| Votants                  | Votants               | Votants        | 1 914 | 67,23  |    |   |  |  |
| Blancs et nuls           | Blancs et nuls        | Blancs et nuls | 47    | 2,46   |    |   |  |  |
| Exprimés                 | Exprimés              | Exprimés       | 1 867 | 97,54  |    |   |  |  |
| * Liste du maire sortant |                       |                |       |        |    |   |  |  |

### Évreux
- Maire sortant : Michel Champredon (PRG)
- 43 sièges à pourvoir au conseil municipal (population légale 2011 : 49 359 habitants)
- 40 sièges à pourvoir au conseil communautaire (CA Évreux Portes de Normandie)

| Tête de liste            | Tête de liste       | Liste          | Premier tour | Premier tour | Second tour | Second tour | Sièges | Sièges |
| Tête de liste            | Tête de liste       | Liste          | Voix         | %            | Voix        | %           | CM     | CC     |
| ------------------------ | ------------------- | -------------- | ------------ | ------------ | ----------- | ----------- | ------ | ------ |
|                          | Guy Lefrand         | UMP-UDI        | 4 758        | 32,32        | 7 952       | 51,74       | 33     | 31     |
|                          | Michel Champredon * | PS-PCF-EELV    | 3 232        | 21,95        | 5 559       | 36,17       | 8      | 7      |
|                          | Emmanuel Camoin     | FN             | 2 185        | 14,84        | 1 858       | 12,08       | 2      | 2      |
|                          | Thierry Desfresnes  | FG             | 1 609        | 10,93        |             |             |        |        |
|                          | Jean-Pierre Nicolas | DVD            | 1 318        | 8,95         |             |             |        |        |
|                          | Stéphane Baki       | SE             | 701          | 4,76         |             |             |        |        |
|                          | Jacqueline Fihey    | SE             | 599          | 4,06         |             |             |        |        |
|                          | Mélanie Peyraud     | EXG            | 317          | 2,15         |             |             |        |        |
|                          |                     |                |              |              |             |             |        |        |
| Inscrits                 | Inscrits            | Inscrits       | 26 351       | 100,00       | 26 248      | 100,00      |        |        |
| Abstentions              | Abstentions         | Abstentions    | 11 120       | 42,20        | 10 231      | 38,98       |        |        |
| Votants                  | Votants             | Votants        | 15 231       | 57,80        | 16 017      | 61,02       |        |        |
| Blancs et nuls           | Blancs et nuls      | Blancs et nuls | 512          | 3,36         | 648         | 4,05        |        |        |
| Exprimés                 | Exprimés            | Exprimés       | 14 719       | 96,64        | 15 369      | 95,95       |        |        |
| * Liste du maire sortant |                     |                |              |              |             |             |        |        |

### Ézy-sur-Eure
- Maire sortant : Martine Rousset
- 23 sièges à pourvoir au conseil municipal (population légale 2011 : 3 322 habitants)
- 2 sièges à pourvoir au conseil communautaire (CA du Pays de Dreux)

|                | Pierre Leportier | DVD            | 1 015 | 100,00 | 23 | 2 |  |  |
|                |                  |                |       |        |    |   |  |  |
| Inscrits       | Inscrits         | Inscrits       | 2 571 | 100,00 |    |   |  |  |
| Abstentions    | Abstentions      | Abstentions    | 1 305 | 50,76  |    |   |  |  |
| Votants        | Votants          | Votants        | 1 266 | 49,24  |    |   |  |  |
| Blancs et nuls | Blancs et nuls   | Blancs et nuls | 251   | 19,83  |    |   |  |  |
| Exprimés       | Exprimés         | Exprimés       | 1 015 | 80,17  |    |   |  |  |

### Gaillon
- Maire sortant : Bernard Le Dilavrec (PS)
- 29 sièges à pourvoir au conseil municipal (population légale 2011 : 7 208 habitants)
- 9 sièges à pourvoir au conseil communautaire (CA Seine-Eure)

| Tête de liste            | Tête de liste         | Liste          | Premier tour | Premier tour | Second tour | Second tour | Sièges | Sièges |
| Tête de liste            | Tête de liste         | Liste          | Voix         | %            | Voix        | %           | CM     | CC     |
| ------------------------ | --------------------- | -------------- | ------------ | ------------ | ----------- | ----------- | ------ | ------ |
|                          | Bernard Le Dilavrec * | PS             | 983          | 45,17        | 1 166       | 53,31       | 22     | 7      |
|                          | Antoine De Cosmi      | DVD            | 811          | 37,27        | 1 021       | 46,68       | 7      | 2      |
|                          | Luc Delbreil          | DVG            | 382          | 17,55        |             |             |        |        |
|                          |                       |                |              |              |             |             |        |        |
| Inscrits                 | Inscrits              | Inscrits       | 4 296        | 100,00       | 4 297       | 100,00      |        |        |
| Abstentions              | Abstentions           | Abstentions    | 2 003        | 46,62        | 2 004       | 46,64       |        |        |
| Votants                  | Votants               | Votants        | 2 293        | 53,38        | 2 293       | 53,36       |        |        |
| Blancs et nuls           | Blancs et nuls        | Blancs et nuls | 117          | 5,10         | 106         | 4,62        |        |        |
| Exprimés                 | Exprimés              | Exprimés       | 2 176        | 94,90        | 2 187       | 95,38       |        |        |
| * Liste du maire sortant |                       |                |              |              |             |             |        |        |

### Gasny
- Maire sortant : Pascal Jolly
- 23 sièges à pourvoir au conseil municipal (population légale 2011 : 3 067 habitants)
- 3 sièges à pourvoir au conseil communautaire (CA Seine Normandie Agglomération)

|                          | Pascal Jolly *    | SE             | 806   | 51,43  | 18 | 2 |  |  |
|                          | Christine Humbert | SE             | 761   | 48,56  | 5  | 1 |  |  |
|                          |                   |                |       |        |    |   |  |  |
| Inscrits                 | Inscrits          | Inscrits       | 2 576 | 100,00 |    |   |  |  |
| Abstentions              | Abstentions       | Abstentions    | 936   | 36,34  |    |   |  |  |
| Votants                  | Votants           | Votants        | 1 640 | 63,66  |    |   |  |  |
| Blancs et nuls           | Blancs et nuls    | Blancs et nuls | 73    | 4,45   |    |   |  |  |
| Exprimés                 | Exprimés          | Exprimés       | 1 567 | 95,55  |    |   |  |  |
| * Liste du maire sortant |                   |                |       |        |    |   |  |  |

### Gisors
- Maire sortant : Marcel Larmanou (PCF)
- 33 sièges à pourvoir au conseil municipal (population légale 2011 : 11 474 habitants)
- 18 sièges à pourvoir au conseil communautaire (CC du Vexin Normand)

| Tête de liste            | Tête de liste      | Liste          | Premier tour | Premier tour | Second tour | Second tour | Sièges | Sièges |
| Tête de liste            | Tête de liste      | Liste          | Voix         | %            | Voix        | %           | CM     | CC     |
| ------------------------ | ------------------ | -------------- | ------------ | ------------ | ----------- | ----------- | ------ | ------ |
|                          | Alexandre Rassaërt | DVD            | 1 854        | 40,81        | 2 794       | 57,71       | 26     | 14     |
|                          | Marcel Larmanou *  | PCF            | 1 608        | 35,40        | 2 047       | 42,28       | 7      | 4      |
|                          | Laurent Longet     | PS             | 1 080        | 23,77        |             |             |        |        |
|                          |                    |                |              |              |             |             |        |        |
| Inscrits                 | Inscrits           | Inscrits       | 7 883        | 100,00       | 7 883       | 100,00      |        |        |
| Abstentions              | Abstentions        | Abstentions    | 3 203        | 40,63        | 2 909       | 36,90       |        |        |
| Votants                  | Votants            | Votants        | 4 680        | 59,37        | 4 974       | 63,10       |        |        |
| Blancs et nuls           | Blancs et nuls     | Blancs et nuls | 138          | 2,95         | 133         | 2,67        |        |        |
| Exprimés                 | Exprimés           | Exprimés       | 4 542        | 97,05        | 4 841       | 97,33       |        |        |
| * Liste du maire sortant |                    |                |              |              |             |             |        |        |

### Gravigny
- Maire sortant : François Gantier
- 27 sièges à pourvoir au conseil municipal (population légale 2011 : 4 081 habitants)
- 3 sièges à pourvoir au conseil communautaire (CA Évreux Portes de Normandie)

|                          | François Gantier * | DVG            | 1 113 | 100,00 | 27 | 3 |  |  |
|                          |                    |                |       |        |    |   |  |  |
| Inscrits                 | Inscrits           | Inscrits       | 2 708 | 100,00 |    |   |  |  |
| Abstentions              | Abstentions        | Abstentions    | 1 275 | 47,08  |    |   |  |  |
| Votants                  | Votants            | Votants        | 1 433 | 52,92  |    |   |  |  |
| Blancs et nuls           | Blancs et nuls     | Blancs et nuls | 320   | 22,33  |    |   |  |  |
| Exprimés                 | Exprimés           | Exprimés       | 1 113 | 77,67  |    |   |  |  |
| * Liste du maire sortant |                    |                |       |        |    |   |  |  |

### Guichainville
- Maire sortant : François Bibes
- 23 sièges à pourvoir au conseil municipal (population légale 2011 : 2 556 habitants)
- 2 sièges à pourvoir au conseil communautaire (CA Évreux Portes de Normandie)

|                          | François Bibes * | SE             | 939   | 100,00 | 23 | 2 |  |  |
|                          |                  |                |       |        |    |   |  |  |
| Inscrits                 | Inscrits         | Inscrits       | 2 098 | 100,00 |    |   |  |  |
| Abstentions              | Abstentions      | Abstentions    | 950   | 45,28  |    |   |  |  |
| Votants                  | Votants          | Votants        | 1 148 | 54,72  |    |   |  |  |
| Blancs et nuls           | Blancs et nuls   | Blancs et nuls | 209   | 18,21  |    |   |  |  |
| Exprimés                 | Exprimés         | Exprimés       | 939   | 81,79  |    |   |  |  |
| * Liste du maire sortant |                  |                |       |        |    |   |  |  |

### Ivry-la-Bataille
- Maire sortant : Patrick Maisons
- 23 sièges à pourvoir au conseil municipal (population légale 2011 : 2 546 habitants)
- 2 sièges à pourvoir au conseil communautaire (CA du Pays de Dreux)

| Tête de liste            | Tête de liste     | Liste          | Premier tour | Premier tour | Second tour | Second tour | Sièges | Sièges |
| Tête de liste            | Tête de liste     | Liste          | Voix         | %            | Voix        | %           | CM     | CC     |
| ------------------------ | ----------------- | -------------- | ------------ | ------------ | ----------- | ----------- | ------ | ------ |
|                          | Patrick Maisons * | DVD            | 466          | 44,17        | 565         | 53,86       | 18     | 2      |
|                          | Joël Esnault      | SE             | 404          | 38,29        | 484         | 46,13       | 5      |        |
|                          | Alain Gauthier    | SE             | 185          | 17,53        |             |             |        |        |
|                          |                   |                |              |              |             |             |        |        |
| Inscrits                 | Inscrits          | Inscrits       | 1 728        | 100,00       | 1 727       | 100,00      |        |        |
| Abstentions              | Abstentions       | Abstentions    | 639          | 36,98        | 648         | 37,52       |        |        |
| Votants                  | Votants           | Votants        | 1 089        | 63,02        | 1 079       | 62,48       |        |        |
| Blancs et nuls           | Blancs et nuls    | Blancs et nuls | 34           | 3,12         | 30          | 2,78        |        |        |
| Exprimés                 | Exprimés          | Exprimés       | 1 055        | 96,88        | 1 049       | 97,22       |        |        |
| * Liste du maire sortant |                   |                |              |              |             |             |        |        |

### La Bonneville-sur-Iton
- Maire sortant : Olivier Rioult
- 19 sièges à pourvoir au conseil municipal (population légale 2011 : 2 292 habitants)
- 5 sièges à pourvoir au conseil communautaire (CC du Pays de Conches)

|                          | Olivier Rioult * | DVG            | 635   | 100,00 | 19 | 5 |  |  |
|                          |                  |                |       |        |    |   |  |  |
| Inscrits                 | Inscrits         | Inscrits       | 1 535 | 100,00 |    |   |  |  |
| Abstentions              | Abstentions      | Abstentions    | 673   | 43,84  |    |   |  |  |
| Votants                  | Votants          | Votants        | 862   | 56,16  |    |   |  |  |
| Blancs et nuls           | Blancs et nuls   | Blancs et nuls | 227   | 26,33  |    |   |  |  |
| Exprimés                 | Exprimés         | Exprimés       | 635   | 73,67  |    |   |  |  |
| * Liste du maire sortant |                  |                |       |        |    |   |  |  |

### La Couture-Boussey
- Maire sortant : Sylvain Boreggio
- 19 sièges à pourvoir au conseil municipal (population légale 2011 : 2 255 habitants)
- 4 sièges à pourvoir au conseil communautaire (CA Évreux Portes de Normandie)

|                          | Sylvain Boreggio * | SE             | 636   | 71,70  | 17 | 4 |  |  |
|                          | Isabelle Bacon     | SE             | 251   | 28,29  | 2  |   |  |  |
|                          |                    |                |       |        |    |   |  |  |
| Inscrits                 | Inscrits           | Inscrits       | 1 617 | 100,00 |    |   |  |  |
| Abstentions              | Abstentions        | Abstentions    | 697   | 43,10  |    |   |  |  |
| Votants                  | Votants            | Votants        | 920   | 56,90  |    |   |  |  |
| Blancs et nuls           | Blancs et nuls     | Blancs et nuls | 33    | 3,59   |    |   |  |  |
| Exprimés                 | Exprimés           | Exprimés       | 887   | 96,41  |    |   |  |  |
| * Liste du maire sortant |                    |                |       |        |    |   |  |  |

### Le Bosc-Roger-en-Roumois
- Maire sortant : Philippe Vanheule
- 23 sièges à pourvoir au conseil municipal (population légale 2011 : 3 143 habitants)
- 9 sièges à pourvoir au conseil communautaire (Communauté de communes Roumois Seine)

|                          | Philippe Vanheule *  | DVD            | 1 212 | 76,75  | 21 | 8 |  |  |
|                          | Michaël Ono-dit-biot | DVG            | 367   | 23,24  | 2  | 1 |  |  |
|                          |                      |                |       |        |    |   |  |  |
| Inscrits                 | Inscrits             | Inscrits       | 2 590 | 100,00 |    |   |  |  |
| Abstentions              | Abstentions          | Abstentions    | 937   | 36,18  |    |   |  |  |
| Votants                  | Votants              | Votants        | 1 653 | 63,82  |    |   |  |  |
| Blancs et nuls           | Blancs et nuls       | Blancs et nuls | 74    | 4,48   |    |   |  |  |
| Exprimés                 | Exprimés             | Exprimés       | 1 579 | 95,52  |    |   |  |  |
| * Liste du maire sortant |                      |                |       |        |    |   |  |  |

### Le Neubourg
- Maire sortant : Marie-Noëlle Chevalier
- 27 sièges à pourvoir au conseil municipal (population légale 2011 : 4 208 habitants)
- 7 sièges à pourvoir au conseil communautaire (CC du Pays du Neubourg)

|                          | Marie-Noëlle Chevalier *  | DVD            | 872   | 51,14  | 21 | 6 |  |  |
|                          | Benjamin Maugy            | DVD            | 363   | 21,29  | 3  | 1 |  |  |
|                          | Jean-Baptiste Marchand    | FN             | 262   | 15,36  | 2  |   |  |  |
|                          | Catherine Renault-chatton | DVG            | 208   | 12,19  | 1  |   |  |  |
|                          |                           |                |       |        |    |   |  |  |
| Inscrits                 | Inscrits                  | Inscrits       | 2 875 | 100,00 |    |   |  |  |
| Abstentions              | Abstentions               | Abstentions    | 1 116 | 38,82  |    |   |  |  |
| Votants                  | Votants                   | Votants        | 1 759 | 61,18  |    |   |  |  |
| Blancs et nuls           | Blancs et nuls            | Blancs et nuls | 54    | 3,07   |    |   |  |  |
| Exprimés                 | Exprimés                  | Exprimés       | 1 705 | 96,93  |    |   |  |  |
| * Liste du maire sortant |                           |                |       |        |    |   |  |  |

### Le Thuit-Signol
- Maire sortant : Daniel Leho
- 19 sièges à pourvoir au conseil municipal (population légale 2011 : 2 230 habitants)
- 6 sièges à pourvoir au conseil communautaire (Communauté de communes Roumois Seine)

|                | Gilbert Doubet | SE             | 708   | 60,15  | 16 | 5 |  |  |
|                | Jean Barriere  | SE             | 469   | 39,84  | 3  | 1 |  |  |
|                |                |                |       |        |    |   |  |  |
| Inscrits       | Inscrits       | Inscrits       | 1 688 | 100,00 |    |   |  |  |
| Abstentions    | Abstentions    | Abstentions    | 422   | 25,00  |    |   |  |  |
| Votants        | Votants        | Votants        | 1 266 | 75,00  |    |   |  |  |
| Blancs et nuls | Blancs et nuls | Blancs et nuls | 89    | 7,03   |    |   |  |  |
| Exprimés       | Exprimés       | Exprimés       | 1 177 | 92,97  |    |   |  |  |

### Le Vaudreuil
- Maire sortant : Bernard Leroy
- 27 sièges à pourvoir au conseil municipal (population légale 2011 : 3 665 habitants)
- 3 sièges à pourvoir au conseil communautaire (CA Seine-Eure)

|                          | Bernard Leroy * | DVD            | 1 260 | 100,00 | 27 | 3 |  |  |
|                          |                 |                |       |        |    |   |  |  |
| Inscrits                 | Inscrits        | Inscrits       | 2 794 | 100,00 |    |   |  |  |
| Abstentions              | Abstentions     | Abstentions    | 1 317 | 47,14  |    |   |  |  |
| Votants                  | Votants         | Votants        | 1 477 | 52,86  |    |   |  |  |
| Blancs et nuls           | Blancs et nuls  | Blancs et nuls | 217   | 14,69  |    |   |  |  |
| Exprimés                 | Exprimés        | Exprimés       | 1 260 | 85,31  |    |   |  |  |
| * Liste du maire sortant |                 |                |       |        |    |   |  |  |

### Léry
- Maire sortant : Robert Ozeel
- 19 sièges à pourvoir au conseil municipal (population légale 2011 : 2 107 habitants)
- 2 sièges à pourvoir au conseil communautaire (CA Seine-Eure)

| Tête de liste  | Tête de liste       | Liste          | Premier tour | Premier tour | Second tour | Second tour | Sièges | Sièges |
| Tête de liste  | Tête de liste       | Liste          | Voix         | %            | Voix        | %           | CM     | CC     |
| -------------- | ------------------- | -------------- | ------------ | ------------ | ----------- | ----------- | ------ | ------ |
|                | Janick Leger        | SE             | 316          | 36,44        | 447         | 48,32       | 4      |        |
|                | Jean-Yves Calais    | SE             | 302          | 34,83        | 478         | 51,67       | 15     | 2      |
|                | Anne-Gaëlle Mereaux | SE             | 201          | 23,18        |             |             |        |        |
|                | Katy Legendre       | SE             | 48           | 5,53         |             |             |        |        |
|                |                     |                |              |              |             |             |        |        |
| Inscrits       | Inscrits            | Inscrits       | 1 554        | 100,00       | 1 534       | 100,00      |        |        |
| Abstentions    | Abstentions         | Abstentions    | 650          | 41,83        | 588         | 38,33       |        |        |
| Votants        | Votants             | Votants        | 904          | 58,17        | 946         | 61,67       |        |        |
| Blancs et nuls | Blancs et nuls      | Blancs et nuls | 37           | 4,09         | 21          | 2,22        |        |        |
| Exprimés       | Exprimés            | Exprimés       | 867          | 95,91        | 925         | 97,78       |        |        |

### Les Andelys
- Maire sortant : Laure Dael (PS)
- 29 sièges à pourvoir au conseil municipal (population légale 2011 : 8 192 habitants)
- 16 sièges à pourvoir au conseil communautaire (CA Seine Normandie Agglomération)

| Tête de liste            | Tête de liste       | Liste          | Premier tour | Premier tour | Second tour | Second tour | Sièges | Sièges |
| Tête de liste            | Tête de liste       | Liste          | Voix         | %            | Voix        | %           | CM     | CC     |
| ------------------------ | ------------------- | -------------- | ------------ | ------------ | ----------- | ----------- | ------ | ------ |
|                          | Frédéric Duché      | DVD            | 1 599        | 45,75        | 1 750       | 48,67       | 22     | 12     |
|                          | Christophe Delacour | FN             | 984          | 28,15        | 1 035       | 28,78       | 4      | 2      |
|                          | Laure Dael, *       | PS             | 799          | 22,86        | 810         | 22,53       | 3      | 2      |
|                          | Mélanie Crepin      | SE             | 113          | 3,23         |             |             |        |        |
|                          |                     |                |              |              |             |             |        |        |
| Inscrits                 | Inscrits            | Inscrits       | 5 191        | 100,00       | 5 191       | 100,00      |        |        |
| Abstentions              | Abstentions         | Abstentions    | 1 593        | 30,69        | 1 515       | 29,19       |        |        |
| Votants                  | Votants             | Votants        | 3 598        | 69,31        | 3 676       | 70,81       |        |        |
| Blancs et nuls           | Blancs et nuls      | Blancs et nuls | 103          | 2,86         | 81          | 2,20        |        |        |
| Exprimés                 | Exprimés            | Exprimés       | 3 495        | 97,14        | 3 595       | 97,80       |        |        |
| * Liste du maire sortant |                     |                |              |              |             |             |        |        |

### Louviers
- Maire sortant : Franck Martin (PRG)
- 33 sièges à pourvoir au conseil municipal (population légale 2011 : 17 697 habitants)
- 17 sièges à pourvoir au conseil communautaire (CA Seine-Eure)

| Tête de liste            | Tête de liste             | Liste          | Premier tour | Premier tour | Second tour | Second tour | Sièges | Sièges |
| Tête de liste            | Tête de liste             | Liste          | Voix         | %            | Voix        | %           | CM     | CC     |
| ------------------------ | ------------------------- | -------------- | ------------ | ------------ | ----------- | ----------- | ------ | ------ |
|                          | Franck Martin *           | PS-PCF-EELV    | 2 025        | 34,69        | 2 647       | 42,87       | 7      | 3      |
|                          | François-Xavier Priollaud | UMP-UDI        | 1 264        | 21,65        | 2 830       | 45,83       | 25     | 13     |
|                          | Anne Terlez               | SE             | 1 101        | 18,86        |             |             |        |        |
|                          | Ludovic Larue             | FN             | 975          | 16,70        | 697         | 11,28       | 1      | 1      |
|                          | Philippe Thouement        | FG             | 471          | 8,07         |             |             |        |        |
|                          |                           |                |              |              |             |             |        |        |
| Inscrits                 | Inscrits                  | Inscrits       | 11 152       | 100,00       | 11 152      | 100,00      |        |        |
| Abstentions              | Abstentions               | Abstentions    | 5 128        | 45,98        | 4 705       | 42,19       |        |        |
| Votants                  | Votants                   | Votants        | 6 024        | 54,02        | 6 447       | 57,81       |        |        |
| Blancs et nuls           | Blancs et nuls            | Blancs et nuls | 188          | 3,12         | 273         | 4,23        |        |        |
| Exprimés                 | Exprimés                  | Exprimés       | 5 836        | 96,88        | 6 174       | 95,77       |        |        |
| * Liste du maire sortant |                           |                |              |              |             |             |        |        |

### Nonancourt
- Maire sortant : Éric Aubry
- 19 sièges à pourvoir au conseil municipal (population légale 2011 : 2 324 habitants)
- 1 sièges à pourvoir au conseil communautaire (CA du Pays de Dreux)

|                          | Éric Aubry *   | DVD            | 524   | 100,00 | 19 | 1 |  |  |
|                          |                |                |       |        |    |   |  |  |
| Inscrits                 | Inscrits       | Inscrits       | 1 392 | 100,00 |    |   |  |  |
| Abstentions              | Abstentions    | Abstentions    | 781   | 56,11  |    |   |  |  |
| Votants                  | Votants        | Votants        | 611   | 43,89  |    |   |  |  |
| Blancs et nuls           | Blancs et nuls | Blancs et nuls | 87    | 14,24  |    |   |  |  |
| Exprimés                 | Exprimés       | Exprimés       | 524   | 85,76  |    |   |  |  |
| * Liste du maire sortant |                |                |       |        |    |   |  |  |

### Pacy-sur-Eure
- Maire sortant : Pascal Lehongre
- 27 sièges à pourvoir au conseil municipal (population légale 2011 : 4 581 habitants)
- 5 sièges à pourvoir au conseil communautaire (CA Seine Normandie Agglomération)

|                          | Pascal Lehongre * | DVD            | 1 741 | 100,00 | 27 | 5 |  |  |
|                          |                   |                |       |        |    |   |  |  |
| Inscrits                 | Inscrits          | Inscrits       | 3 354 | 100,00 |    |   |  |  |
| Abstentions              | Abstentions       | Abstentions    | 1 457 | 43,44  |    |   |  |  |
| Votants                  | Votants           | Votants        | 1 897 | 56,56  |    |   |  |  |
| Blancs et nuls           | Blancs et nuls    | Blancs et nuls | 156   | 8,22   |    |   |  |  |
| Exprimés                 | Exprimés          | Exprimés       | 1 741 | 91,78  |    |   |  |  |
| * Liste du maire sortant |                   |                |       |        |    |   |  |  |

### Pîtres
- Maire sortant : Jean Carré
- 19 sièges à pourvoir au conseil municipal (population légale 2011 : 2 391 habitants)
- 2 sièges à pourvoir au conseil communautaire (CA Seine-Eure)

| Tête de liste            | Tête de liste    | Liste          | Premier tour | Premier tour | Second tour | Second tour | Sièges | Sièges |
| Tête de liste            | Tête de liste    | Liste          | Voix         | %            | Voix        | %           | CM     | CC     |
| ------------------------ | ---------------- | -------------- | ------------ | ------------ | ----------- | ----------- | ------ | ------ |
|                          | Jean Carré *     | SE             | 470          | 41,81        | 538         | 47,52       | 14     | 2      |
|                          | Florence Lambert | DVG            | 344          | 30,60        | 362         | 31,97       | 3      |        |
|                          | René Drean       | SE             | 310          | 27,58        | 232         | 20,49       | 2      |        |
|                          |                  |                |              |              |             |             |        |        |
| Inscrits                 | Inscrits         | Inscrits       | 1 706        | 100,00       | 1 706       | 100,00      |        |        |
| Abstentions              | Abstentions      | Abstentions    | 535          | 31,36        | 535         | 31,36       |        |        |
| Votants                  | Votants          | Votants        | 1 171        | 68,64        | 1 171       | 68,64       |        |        |
| Blancs et nuls           | Blancs et nuls   | Blancs et nuls | 47           | 4,01         | 39          | 3,33        |        |        |
| Exprimés                 | Exprimés         | Exprimés       | 1 124        | 95,99        | 1 132       | 96,67       |        |        |
| * Liste du maire sortant |                  |                |              |              |             |             |        |        |

### Pont-Audemer
- Maire sortant : Michel Leroux (PS)
- 29 sièges à pourvoir au conseil municipal (population légale 2011 : 8 943 habitants)
- 14 sièges à pourvoir au conseil communautaire (CC de Pont-Audemer / Val de Risle)

|                          | Michel Leroux *   | PS             | 1 767 | 55,60  | 23 | 11 |  |  |
|                          | Christophe Joille | DVD            | 1 411 | 44,39  | 6  | 3  |  |  |
|                          |                   |                |       |        |    |    |  |  |
| Inscrits                 | Inscrits          | Inscrits       | 5 909 | 100,00 |    |    |  |  |
| Abstentions              | Abstentions       | Abstentions    | 2 568 | 43,46  |    |    |  |  |
| Votants                  | Votants           | Votants        | 3 341 | 56,54  |    |    |  |  |
| Blancs et nuls           | Blancs et nuls    | Blancs et nuls | 163   | 4,88   |    |    |  |  |
| Exprimés                 | Exprimés          | Exprimés       | 3 178 | 95,12  |    |    |  |  |
| * Liste du maire sortant |                   |                |       |        |    |    |  |  |

### Pont-de-l'Arche
- Maire sortant : Richard Jacquet
- 27 sièges à pourvoir au conseil municipal (population légale 2011 : 4 154 habitants)
- 4 sièges à pourvoir au conseil communautaire (CA Seine-Eure)

|                          | Richard Jacquet * | DVG            | 1 437 | 71,92  | 24 | 4 |  |  |
|                          | Hervé Lour        | SE             | 561   | 28,07  | 3  |   |  |  |
|                          |                   |                |       |        |    |   |  |  |
| Inscrits                 | Inscrits          | Inscrits       | 3 070 | 100,00 |    |   |  |  |
| Abstentions              | Abstentions       | Abstentions    | 964   | 31,40  |    |   |  |  |
| Votants                  | Votants           | Votants        | 2 106 | 68,60  |    |   |  |  |
| Blancs et nuls           | Blancs et nuls    | Blancs et nuls | 108   | 5,13   |    |   |  |  |
| Exprimés                 | Exprimés          | Exprimés       | 1 998 | 94,87  |    |   |  |  |
| * Liste du maire sortant |                   |                |       |        |    |   |  |  |

### Romilly-sur-Andelle
- Maire sortant : Jean-Luc Romet
- 23 sièges à pourvoir au conseil municipal (population légale 2011 : 2 971 habitants)
- 6 sièges à pourvoir au conseil communautaire (CC Lyons Andelle)

|                          | Jean-Luc Romet * | DVG            | 958   | 62,90  | 19 | 6 |  |  |
|                          | Maurice Jacob    | DVD            | 312   | 20,48  | 2  |   |  |  |
|                          | Alain Robert     | UMP            | 253   | 16,61  | 2  |   |  |  |
|                          |                  |                |       |        |    |   |  |  |
| Inscrits                 | Inscrits         | Inscrits       | 2 312 | 100,00 |    |   |  |  |
| Abstentions              | Abstentions      | Abstentions    | 736   | 31,83  |    |   |  |  |
| Votants                  | Votants          | Votants        | 1 576 | 68,17  |    |   |  |  |
| Blancs et nuls           | Blancs et nuls   | Blancs et nuls | 53    | 3,36   |    |   |  |  |
| Exprimés                 | Exprimés         | Exprimés       | 1 523 | 96,64  |    |   |  |  |
| * Liste du maire sortant |                  |                |       |        |    |   |  |  |

### Rugles
- Maire sortant : Denis Guitton
- 19 sièges à pourvoir au conseil municipal (population légale 2011 : 2 358 habitants)
- 7 sièges à pourvoir au conseil communautaire (CC Interco Normandie Sud Eure)

|                          | Denis Guitton *    | SE             | 692   | 72,61  | 17 | 6 |  |  |
|                          | Patrick Verdavoine | DVG            | 261   | 27,38  | 2  | 1 |  |  |
|                          |                    |                |       |        |    |   |  |  |
| Inscrits                 | Inscrits           | Inscrits       | 1 639 | 100,00 |    |   |  |  |
| Abstentions              | Abstentions        | Abstentions    | 636   | 38,80  |    |   |  |  |
| Votants                  | Votants            | Votants        | 1 003 | 61,20  |    |   |  |  |
| Blancs et nuls           | Blancs et nuls     | Blancs et nuls | 50    | 4,99   |    |   |  |  |
| Exprimés                 | Exprimés           | Exprimés       | 953   | 95,01  |    |   |  |  |
| * Liste du maire sortant |                    |                |       |        |    |   |  |  |

### Saint-André-de-l'Eure
- Maire sortant : Serge Masson
- 27 sièges à pourvoir au conseil municipal (population légale 2011 : 3 600 habitants)
- 6 sièges à pourvoir au conseil communautaire (CA Évreux Portes de Normandie)

|                          | Serge Masson * | DVG            | 952   | 67,95  | 23 | 5 |  |  |
|                          | Claire Loust   | SE             | 449   | 32,04  | 4  | 1 |  |  |
|                          |                |                |       |        |    |   |  |  |
| Inscrits                 | Inscrits       | Inscrits       | 2 508 | 100,00 |    |   |  |  |
| Abstentions              | Abstentions    | Abstentions    | 1 064 | 42,42  |    |   |  |  |
| Votants                  | Votants        | Votants        | 1 444 | 57,58  |    |   |  |  |
| Blancs et nuls           | Blancs et nuls | Blancs et nuls | 43    | 2,98   |    |   |  |  |
| Exprimés                 | Exprimés       | Exprimés       | 1 401 | 97,02  |    |   |  |  |
| * Liste du maire sortant |                |                |       |        |    |   |  |  |

### Saint-Marcel
- Maire sortant : Gérard Volpatti
- 27 sièges à pourvoir au conseil municipal (population légale 2011 : 4 760 habitants)
- 5 sièges à pourvoir au conseil communautaire (CA Seine Normandie Agglomération)

|                          | Gérard Volpatti *  | DVD            | 1 238 | 56,09  | 22 | 5 |  |  |
|                          | Gérard Ninin       | SE             | 418   | 18,93  | 2  |   |  |  |
|                          | Pierre Zimmermann  | DVG            | 356   | 16,13  | 2  |   |  |  |
|                          | Jean-Pierre Laurin | SE             | 195   | 8,83   | 1  |   |  |  |
|                          |                    |                |       |        |    |   |  |  |
| Inscrits                 | Inscrits           | Inscrits       | 3 360 | 100,00 |    |   |  |  |
| Abstentions              | Abstentions        | Abstentions    | 1 095 | 32,59  |    |   |  |  |
| Votants                  | Votants            | Votants        | 2 265 | 67,41  |    |   |  |  |
| Blancs et nuls           | Blancs et nuls     | Blancs et nuls | 58    | 2,56   |    |   |  |  |
| Exprimés                 | Exprimés           | Exprimés       | 2 207 | 97,44  |    |   |  |  |
| * Liste du maire sortant |                    |                |       |        |    |   |  |  |

### Saint-Ouen-de-Thouberville
- Maire sortant : Jacques Loiseau
- 19 sièges à pourvoir au conseil municipal (population légale 2011 : 2 303 habitants)
- 4 sièges à pourvoir au conseil communautaire (CC Roumois Seine)

|                | Abed Karnoub   | SE             | 625   | 61,03  | 16 | 3 |  |  |
|                | Gérard Vardon  | SE             | 399   | 38,96  | 3  | 1 |  |  |
|                |                |                |       |        |    |   |  |  |
| Inscrits       | Inscrits       | Inscrits       | 1 699 | 100,00 |    |   |  |  |
| Abstentions    | Abstentions    | Abstentions    | 589   | 34,67  |    |   |  |  |
| Votants        | Votants        | Votants        | 1 110 | 65,33  |    |   |  |  |
| Blancs et nuls | Blancs et nuls | Blancs et nuls | 86    | 7,75   |    |   |  |  |
| Exprimés       | Exprimés       | Exprimés       | 1 024 | 92,25  |    |   |  |  |

### Saint-Sébastien-de-Morsent
- Maire sortant : Serge Bontemps
- 27 sièges à pourvoir au conseil municipal (population légale 2011 : 4 957 habitants)
- 3 sièges à pourvoir au conseil communautaire (CA Évreux Portes de Normandie)

|                | Bruno Groizeleau | DVD            | 1 134 | 50,26  | 21 | 2 |  |  |
|                | Michel Ranger    | PS             | 585   | 25,93  | 3  | 1 |  |  |
|                | Georges Jamet    | DVD            | 537   | 23,80  | 3  |   |  |  |
|                |                  |                |       |        |    |   |  |  |
| Inscrits       | Inscrits         | Inscrits       | 3 508 | 100,00 |    |   |  |  |
| Abstentions    | Abstentions      | Abstentions    | 1 154 | 32,90  |    |   |  |  |
| Votants        | Votants          | Votants        | 2 354 | 67,10  |    |   |  |  |
| Blancs et nuls | Blancs et nuls   | Blancs et nuls | 98    | 4,16   |    |   |  |  |
| Exprimés       | Exprimés         | Exprimés       | 2 256 | 95,84  |    |   |  |  |

### Serquigny
- Maire sortant : Lionel Prévost
- 19 sièges à pourvoir au conseil municipal (population légale 2011 : 2 040 habitants)
- 5 sièges à pourvoir au conseil communautaire (CC Intercom Bernay Terres de Normandie)

|                          | Lionel Prévost * | DVG            | 768   | 100,00 | 19 | 5 |  |  |
|                          |                  |                |       |        |    |   |  |  |
| Inscrits                 | Inscrits         | Inscrits       | 1 468 | 100,00 |    |   |  |  |
| Abstentions              | Abstentions      | Abstentions    | 574   | 39,10  |    |   |  |  |
| Votants                  | Votants          | Votants        | 894   | 60,90  |    |   |  |  |
| Blancs et nuls           | Blancs et nuls   | Blancs et nuls | 126   | 14,09  |    |   |  |  |
| Exprimés                 | Exprimés         | Exprimés       | 768   | 85,91  |    |   |  |  |
| * Liste du maire sortant |                  |                |       |        |    |   |  |  |

### Val-de-Reuil
- Maire sortant : Marc-Antoine Jamet (PS)
- 33 sièges à pourvoir au conseil municipal (population légale 2011 : 13 233 habitants)
- 12 sièges à pourvoir au conseil communautaire (CA Seine-Eure)

|                          | Marc-Antoine Jamet * | PS-PCF-EELV    | 2 290 | 64,72  | 28 | 10 |  |  |
|                          | Michaël Amsalem      | DVG            | 992   | 28,03  | 4  | 2  |  |  |
|                          | Pascal Gebert        | DVD            | 256   | 7,23   | 1  |    |  |  |
|                          |                      |                |       |        |    |    |  |  |
| Inscrits                 | Inscrits             | Inscrits       | 7 415 | 100,00 |    |    |  |  |
| Abstentions              | Abstentions          | Abstentions    | 3 741 | 50,45  |    |    |  |  |
| Votants                  | Votants              | Votants        | 3 674 | 49,55  |    |    |  |  |
| Blancs et nuls           | Blancs et nuls       | Blancs et nuls | 136   | 3,70   |    |    |  |  |
| Exprimés                 | Exprimés             | Exprimés       | 3 538 | 96,30  |    |    |  |  |
| * Liste du maire sortant |                      |                |       |        |    |    |  |  |

### Verneuil-sur-Avre
- Maire sortant : Louis Petiet (UMP)
- 29 sièges à pourvoir au conseil municipal (population légale 2011 : 6 272 habitants)
- 17 sièges à pourvoir au conseil communautaire (Interco Normandie Sud Eure)

|                | Yves-Marie Rivemale  | DVG            | 1 527 | 55,06  | 23 | 14 |  |  |
|                | Maryvonne Choisselet | UMP            | 543   | 19,58  | 3  | 1  |  |  |
|                | Christophe Miguet    | SE             | 358   | 12,91  | 2  | 1  |  |  |
|                | Annie Gauthier       | DVD            | 345   | 12,44  | 1  | 1  |  |  |
|                |                      |                |       |        |    |    |  |  |
| Inscrits       | Inscrits             | Inscrits       | 4 652 | 100,00 |    |    |  |  |
| Abstentions    | Abstentions          | Abstentions    | 1 758 | 37,79  |    |    |  |  |
| Votants        | Votants              | Votants        | 2 894 | 62,21  |    |    |  |  |
| Blancs et nuls | Blancs et nuls       | Blancs et nuls | 121   | 4,18   |    |    |  |  |
| Exprimés       | Exprimés             | Exprimés       | 2 773 | 95,82  |    |    |  |  |

### Vernon
- Maire sortant : Philippe Nguyen Thanh (PS)
- 35 sièges à pourvoir au conseil municipal (population légale 2011 : 24 772 habitants)
- 28 sièges à pourvoir au conseil communautaire (CA Seine Normandie Agglomération)

| Tête de liste            | Tête de liste           | Liste          | Premier tour | Premier tour | Second tour | Second tour | Sièges | Sièges |
| Tête de liste            | Tête de liste           | Liste          | Voix         | %            | Voix        | %           | CM     | CC     |
| ------------------------ | ----------------------- | -------------- | ------------ | ------------ | ----------- | ----------- | ------ | ------ |
|                          | Sébastien Lecornu       | UMP            | 2 922        | 31,84        | 4 305       | 45,44       | 26     | 21     |
|                          | Jean-Luc Miraux         | SE             | 2 429        | 26,46        | 2 688       | 28,37       | 5      | 4      |
|                          | Philippe Nguyen Thanh * | PS             | 1 565        | 17,05        | 1 616       | 17,05       | 3      | 2      |
|                          | Erik Ackermann          | FN             | 999          | 10,88        | 865         | 9,13        | 1      | 1      |
|                          | Jean-Luc Lecomte        | FG             | 706          | 7,69         |             |             |        |        |
|                          | Bernard Touchagues      | EXD            | 556          | 6,05         |             |             |        |        |
|                          |                         |                |              |              |             |             |        |        |
| Inscrits                 | Inscrits                | Inscrits       | 15 455       | 100,00       | 15 455      | 100,00      |        |        |
| Abstentions              | Abstentions             | Abstentions    | 6 031        | 39,02        | 5 724       | 37,04       |        |        |
| Votants                  | Votants                 | Votants        | 9 424        | 60,98        | 9 731       | 62,96       |        |        |
| Blancs et nuls           | Blancs et nuls          | Blancs et nuls | 247          | 2,62         | 257         | 2,64        |        |        |
| Exprimés                 | Exprimés                | Exprimés       | 9 177        | 97,38        | 9 474       | 97,36       |        |        |
| * Liste du maire sortant |                         |                |              |              |             |             |        |        |